# Graphidipus longipedaria
Graphidipus longipedaria là một loài bướm đêm trong họ Geometridae.